# Kříž Za zásluhy ve válce (Sasko-meiningenské vévodství)
Kříž Za zásluhy ve válce (německy Kreuz für Verdienste im Kriege) bylo sasko-meiningenské vojenské vyznamenání. Založil ho dne 7. března 1915 kníže Bernhard III. Sasko-Meiningenský. Byl udělován výhradně důstojníkům za válečné zásluhy. Zanikl s pádem monarchie v roce 1918.

## Vzhled vyznamenání
Odznakem je bronzový nesmaltovaný tlapatý kříž, který je uzavřen dubovým věncem. Mezi rameny kříže jsou umístěny routové koruny, kříž samotný je pak převýšen knížecí korunou. Ve středu je znázorněna iniciála zakladatele B. Na zadní straně věnce je nápis FÜR VERDIENST IM KRIEGE 1914/15 (Za zásluhy ve válce 1914/15), v medailonu pak saský zemský znak.
Stuha černá s bílým lemem, vyplněným zelenými vodorovnými proužky a žlutým postranním pruhem.

## Medaile Za zásluhy ve válce
Pro poddůstojníky a řadové mužstvo byl vytvořen podstupeň kříže. Odznakem byla z černého bronzu vyrobená medaile. Medaile v podstatě znázorňuje výše popsaný kříž, jen prostor mezi rameny kříže je vyplněn bronzem. Navíc zmizela koruna z převýšení a místo toho byla umístěna na horní rameno kříže.
Stuha totožná se stuhou pro kříž.